# Батыев, Салих Гилимханович
Салих Гилимханович Батыев (баш. Салих Ғилемхан улы Батыев, тат. Салих Гыйлемхан улы Батыев; 11 [24] ноября 1911, д. Ново-Дюмеево, Уфимская губерния — 7 декабря 1985, Казань) — советский партийный и государственный деятель.
Председатель Президиума Верховного Совета Татарской АССР (1960—83 гг.), заместитель Председателя Президиума Верховного Совета РСФСР.
Член Президиума Верховного Совета СССР (с 1958 года)

## Биография
Родился в семье башкирского крестьянина. С 16 лет активно участвовал в общественной жизни помогал организовывать первую комсомольскую ячейку на селе, и через три года был замечен райкомом ВЛКСМ.
- 1930—1931 гг. — пропагандист Бакалинского райкома ВКП(б) Башкирской АССР,
- с 1931 года — студент Казанского финансово- экономического института, но с третьего курса учёбу прервал по партийной мобилизации.
- 1933—1936 гг. — помощник начальника политотдела по комсомольской работе Акташской МТС, секретарь Арского райкома ВЛКСМ.
- в 1935 по предложению первого секретаря обкома ВКП(б) Лепа, Батыева назначили заведующим Отделом Татарского областного комитета ВЛКСМ
- 2 августа 1937 года бюро Татобкома ВЛКСМ освободило Батыева от занимаемой должности «за связь с врагом народа С. Еникеевым» — главным редактором ведущей республиканской партийной газеты «Красный Татарстан», 17 декабря 1937 года исключён из ВКП(б), но через месяц — 25 января 1938 вновь принят с выговором «за потерю бдительности»,
- 1937—1943 гг. — преподаватель рабочего факультета при Казанском химико-технологическом институте им. Бутлерова А.М., лектор Татарского областного комитета ВКП(б),
- 1943—1950 гг. — заместитель Председателя Совета Министров Татарской АССР.
- в 1950 г. — окончил Высшую партийную школу при ЦК ВКП(б).
- 1950—1951 гг. — инструктор Отдела партийных, профсоюзных и комсомольских органов ЦК ВКП(б).
- 1951—1957 гг. — секретарь Татарского обкома КПСС.
- 1957—1960 гг. — второй секретарь Татарского обкома КПСС. Одновременно заведующий кафедрой партийного и советского строительства Казанской высшей партийной школы при ЦК КПСС (1957 г.).
- 1958 г. - депутат Верховного Совета СССР 5 созыва, член Президиума Верховного Совета СССР.
- 1960 г. в связи с назначением на ответственный пост выправил себе новый паспорт, где была указана национальность «татарин» (ранее «башкир»).[2]
- 1960—1983 гг. — Председатель Президиума Верховного Совета Татарской АССР, заместитель Председателя Президиума Верховного Совета РСФСР.

Член Центральной ревизионной комиссии КПСС (1966—1971).
Депутат Верховного Совета ТАССР в 1947—1951 гг. и 1955—1985 гг., депутат Верховного Совета РСФСР в 1967—1980 гг., депутат Совета Национальностей 5-го созыва и Совета Союза Верховного Совета СССР 6-го созыва (1958—1966) от Татарской АССР.

## Награды и звания
Награждён орденом Октябрьской Революции, тремя орденами Трудового Красного Знамени (в т.ч. 14 июня 1957), орденом Дружбы народов, орденом Знак почета», медалями.

## Память
В 2006 году была открыта мемориальная доска С.Батыеву на фасаде дома № 23а по ул. Гоголя, где политик жил в 1960—1985 гг.
В 2011 году именем Салиха Батыева названа вновь формируемая улица на территории Приволжского района г. Казани.